# Mark Schwahn
Mark Schwahn est un scénariste et réalisateur américain. Il est le créateur et le producteur exécutif des séries Les Frères Scott et The Royals.

## Biographie
Mark Schwahn est né en 1966 et a grandi à Pontiac dans l'Illinois aux États-Unis. En 1997, il écrit les scénarios du film 35 Miles From Normal dont il est le réalisateur. Mais durant cette année, il fait aussi ses premiers pas d'acteur dans le film Colin Fitz. Puis en 2000, il écrit les scénarios du film Whatever It Takes. C'est en 2003 que son talent est reconnu puisqu'il crée la série Les Frères Scott, il écrit quasiment tous les scénarios des épisodes et y fait également quelques apparitions en tant qu'acteur. En 2004, il écrit les scénarios du film The Perfect Score (coécrit avec Jon Zack et Bryan Greenberg) et en 2005, du film Coach Carter.
Aujourd'hui, il est le producteur exclusif de 44 épisodes des Frères Scott, le scénariste de 135 épisodes et le réalisateur de 6 épisodes de cette série qui connait le succès.
Et c'est en 2009 que Mark s'essaie à la production de musique avec l'album de Kate Voegele, A Fine Mess.

## Accusations d'agressions sexuelles
En 2017, il fait l'objet de plusieurs accusations d'agressions sexuelles par d'anciennes scénaristes des Frères Scott, rapidement suivies par celles d'Hilarie Burton (Peyton Sawyer) et Danneel Ackles (Rachel),. Tous les acteurs de la série ont soutenu les plaignantes. À la suite de ces accusations, Alexandra Park (Eleanor Henstridge) actrice de The Royals s'est elle aussi confiée sur des gestes et des paroles inappropriées de la part de Mark Schwahn. Tout le casting de la série a également soutenu l'actrice. Le scénariste et réalisateur a depuis été suspendu et écarté de The Royals.

## Filmographie

### En tant que producteur
- 2000 : Whatever It Takes
- 2003-2012 : Les Frères Scott (One Tree Hill)
- 2015-2017 : The Royals

### En tant que réalisateur
- 1997 : 35 Miles From Normal
- 2006-2009 : Les Frères Scott (14 épisodes)
- 2015-2017 : The Royals (6 épisodes)

### En tant que scénariste
- 1997 : 35 Miles From Normal
- 2000 : Whatever It Takes
- 2004 : The Perfect Score
- 2005 : Coach Carter
- 2003-2009: Les Frères Scott (73 épisodes)
- 2015-2017 : The Royals (11 épisodes)

### En tant qu'acteur
- 2006 et 2008 : Les Frères Scott : Max (saison 4, épisode 10 - saison 5, épisode 13)
- 1997 : Colin Fitz : Venice Beach Fan

## Les Frères Scott
Mark Schwahn est le créateur ainsi que le producteur exécutif de la série télévisée Les Frères Scott (One Tree Hill) dont le casting est composé des acteurs Chad Michael Murray, Hilarie Burton, Sophia Bush, James Lafferty, Bethany Joy Lenz, Austin Nichols, Robert Buckley et Shantel VanSanten.
La série a été créée en 2003, elle devait être à l'origine un film s'appelant Ravens, en référence à l'équipe de basket de la série.
La série raconte l'histoire de deux demi-frères, Lucas (Chad Michael Murray) et Nathan (James Lafferty), qui partagent tous deux la même passion : celle du basket.
Lucas a été abandonné par son père Dan, qui était âgé de 17 ans quand il est né, Dan est parti avec Deborah, avec qui il a eu un autre enfant, se prénommant Nathan. Il a choisi d'élever ce dernier et de renier Lucas. Mais un jour, les deux frères se retrouvent dans le même lycée et le riche Nathan n'arrête pas de martyriser son demi-frère. Lucas n'a en effet pas beaucoup d'ami à part sa meilleure amie Haley (Bethany Joy lenz) et est sous le charme de Peyton (Hilarie Burton), qui n'est autre que la petite amie de Nathan. Puis très vite, Lucas se fera approcher par la séduisante Brooke (Sophia Bush), la meilleure amie de Peyton. Mais l'arrivée de Lucas dans l'équipe de basket du lycée, qui a pour capitaine Nathan, mettra le feu aux poudres.